# Parrya subscapigera
Parrya subscapigera är en korsblommig växtart som beskrevs av Viktor Petrovitj Botjantsev och Aleksei Ivanovich Vvedensky. Parrya subscapigera ingår i släktet Parrya och familjen korsblommiga växter. Inga underarter finns listade i Catalogue of Life.